# Samraong
Huyện Samraong là một huyện ở tỉnh Oddar Meanchey phía bắc Campuchia. Đây là khu vực đô thị của tỉnh Oddar Meanchey. Hiện nay huyện này đã được nâng cấp lên Thành phố Samraong.